# Tom Wolf (artiest)
Tom Wolf is een Belgisch singer-songwriter die in de jaren 90 drie albums opnam. Tevens schreef hij enkele nummers voor de soundtrack voor de film Ad Fundum uit 1993.
Na zijn solo-periode speelde hij in “White Velvet” (de begeleidingsband van An Pierlé) en bij Mrs Hyde en uiteindelijk werd hij soundscape-kunstenaar. Occasioneel treedt hij nog op, en hij maakte in 2013 deel uit van de begeleidingsband van Geike Arnaert.
Wolf won in 2002 de Oost-Vlaamse Muziekprijs.

## Trivia
De Belgische band Gorki ontstond toen Geert Bonne en Luc De Vos een optreden van Tom Wolf bijwoonden en Bonne aan De Vos voorstelde ook een band te beginnen.
Tom is de broer van Does en Pim van Thou.

## Discografie
- I had a woman and a radio (1991)
- Stomp (1992)
- Super 8 Trash (1996) (B-track)

Compilaties (selectie):
- ’’Only the radio’’ op "Het Beste uit de Belpop van 1990"
- ’’Kinky when she kisses’’ op "Het Beste uit de Belpop van 1992", Studio Brussels "Update Live 2" en "De Nieuwstraat van Studio Brussel (vol 1)"
- ’’To hear Odessa sigh’’ op "100 op 1 vol 4"